# Turai Kiss Mária
Turai Kiss Mária ( Tura, 1943. július 3. –) magyar dalénekes, előadóművész, költő, dalszerző, dalszövegíró.

## Élete és munkássága
Gyermekkori álmát, – hogy pódium-énekes lehessen – csak nagyon későn tudta megvalósítani. Egész életét a családjának és a munkájának szentelte: családanya és feleség feladata mellett gyors és gépíróként, könyvelőként majd önkormányzati adóiroda-vezetőként nevelte fel gyermekeit. Irodavezetői munkakörének idejében  kitüntétessel értékelték munkáját, amikor 1995-ben megkapta a Dunakeszi Városért  kitüntetést.
Énekes tanulmányait nyugdíjba vonulása után - 59 éves korában  -    kezdte csak meg 2002. őszén. Ekkor iratkozott be a Nógrádi Tóth István által éppen abban az időben megalapított Dalénekes Iskolába. Kiváló tanárok kezébe került, akik a vizsgáról vizsgára felmutatott teljesítményei alapján hittek benne és biztatták. Főtanszak tanára Pere János, korrepetítor-tanára Siliga Miklós, beszédtechnika tanára Medgyesi Mária, színpadi játékmester tanára Felföldi Anikó lett. Már tanulmányai közben is kiválasztották hangfelvételek készítésére. Így több magyarnóta-felvételt is készített, amelyek azóta is folyamatosan szerepelnek a Dankó Rádió műsorában.
Rendszeres szereplője lett a Duna TV népszerű Kívánságkosár c. műsorának. Legtöbbet kért felvétele az Aranyesküvő c. dal, amelynek zenéjét neki írta korrepetitor-tanára, Siliga Miklós és amely dalt énektanárával, Pere Jánossal együtt énekeltek el videófelvételre a kívánságműsorok számára.
Előadóművészként járja rendszeresen az országot, hogy továbbra is bizonyítsa a magyar nóta színpadi jogosultságát.
Munkássága során számos elismerésben részesült.  ("Mi is itt vagyunk !”  -  ki mit tud  első helyezettje  és közönség díjasa, Magyarnóta Szerzők és Énekesek Országos Egyesületétől  kulturális tevékenységéért elismerés díjazottja, Galga-díj, Gödi Kertbarátkör díjazottja, Gödi Mozgáskorlátozottakat Pártoló Klubja  díjazottja)
Énekesnői tevékenysége mellett nagy elszántsággal szervezte meg Dunakeszin a Nótás-dalos kórust. Ebben a közösségben rendszeres összejöveteleket tart, ahol a főleg nyugdíjas tagoknak népszerű és közszeretetnek örvendő vezetője.
Dalszerzőként is jelentkezett, amikor a Gyermekkorom idejében c. dallamához Vinczey László zeneszerző zenei alapot írt, majd Ember Péter és a Balassagyarmati zenekar közreműködésével hang és videófelvétel készült.
2021 nyarán újabb oldaláról is bemutatkozott: vereskötete jelent meg  a pandémia időszakában felhalmozódott feszültségeit versek írásával próbálta feloldani. A több, mint száz verset magában foglaló verseskötet címe : Maradj otthon. Ebből a kötetből megzenésítésre került – Vinczey László, zeneszerző által – a Fájdalom c. verse is.
Sokoldalú tevékenysége mellett fest, rajzol , autodidakta módon hangszereken tanul.
Énekes felvételeit, munkásságát nemcsak a közönség szereti, hanem pozitiv életszemléletét számtalanszor állítják példának a nyugdíjas korosztály elé, amikor riport alanyként interjút készítenek vele a Telekeszi, a Heti TV vagy a Dankó Rádió műsorában.

## Népszerű dalai, felvételei
- Aranyesküvő – könnyűzenei dalkettős
- Gyermekkorom idejében – könnyűzenei dal
- Nem fogok megöregedni – csárdáskettős
- Egy, két csók – csárdáskettős
- Búbánatos ez a világ – csárdás
- Még egy éjszaka – nosztalgiatangó
- Kis falu a Galga mentén – magyarnóta
- Nem jön levél – dal